# Янракыннот
Янракынно́т — национальное чукотское село в Провиденском районе Чукотского автономного округа России.

## Этимология
Название поселению дано по каменистому холму, где оно находится (с чук. — «отдельная твёрдая земля»); холм является сухим островком среди окружающей болотистой тундры. Название происходит от чук. янра- «отдельно» + -кын- «твёрдый» + нот- — от нутэнут «земля».

## Географическое положение
Село расположено на холме у побережья пролива Сенявина у основания косы Вэнэткэн (чук. «выгнутая»), на берегу одноимённой лагуны Берингова моря по правую сторону от устья реки Марич.
Расстояние до ближайшего населённого пункта и райцентра — посёлка Провидения — составляет около 80 км; транспортная связь между ними осуществляется по автозимнику через замёрзший пролив, летом ходит вельбот. Воздушные рейсы осуществляются вертолётом с периодичностью 2 раза в месяц.

## Население
| 2002 | 2010 | 2012 | 2013 | 2014 | 2015 | 2021 |
| ---- | ---- | ---- | ---- | ---- | ---- | ---- |
| 358  | ↘338 | ↘322 | ↘316 | ↗317 | ↘314 | ↘241 |

## Местное самоуправление
Село Янракыннот — единственный населённый пункт сельского поселения Янракыннот, муниципального образования в составе Провиденского района. Совет депутатов сельского поселения Янракыннот избирается в количестве 7 человек. Главой сельского поселения Янракыннот 13 сентября 2013 года была избрана Соболева Лидия Анатольевна.

## Экономика и социальная инфраструктура
Основное занятие местных жителей — оленеводство и морской промысел. Электроснабжение села обеспечивается местной дизельной электростанцией.
Улицы: Полярная, Северная, Снежная, Советская, Чукотская, Ясная.

## Памятники природы и истории

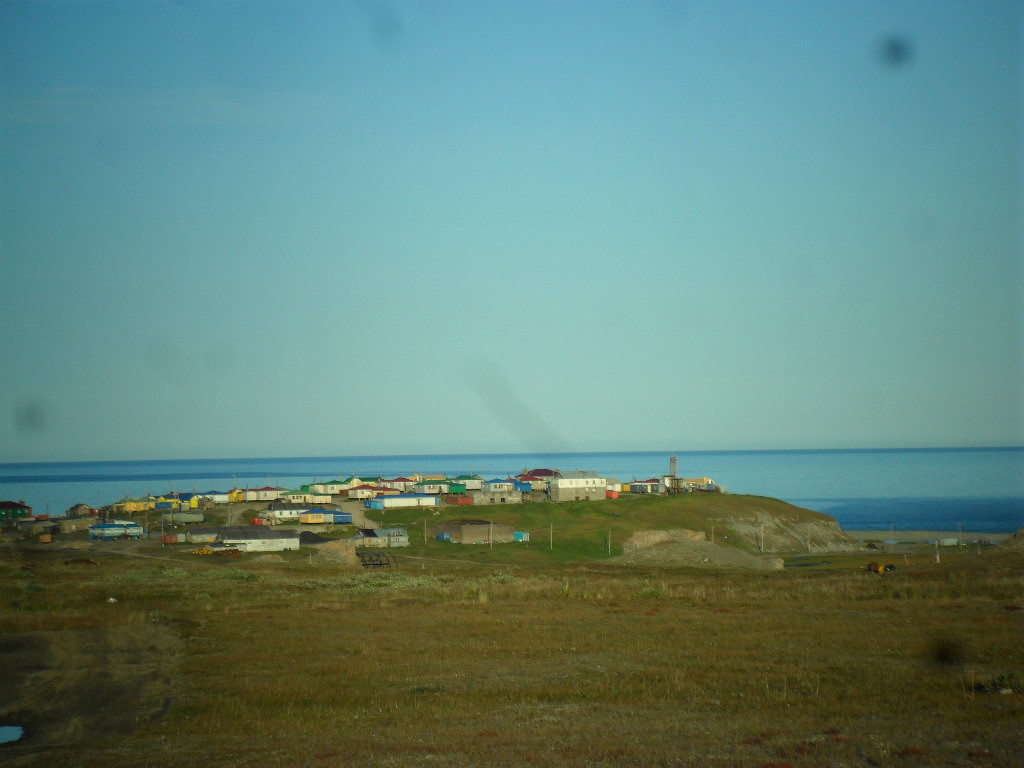

Бо́льшая часть территории вокруг села входит в состав природно-этнического парка «Берингия», сюда проложены туристические маршруты.
На ближайшем от села острове — Итыгран — находится всемирно известное религиозно-культовое сооружение Китовая аллея, которое датируется XIV—XX веками и состоит из китовых рёбер, позвонков и челюстей. Невдалеке расположено поселение Масик — древний эскимосский китобойный посёлок.
Памятником природы являются Сенявинские горячие ключи, находящиеся в одноимённом проливе.
В селе воздвигнут памятник адмиралу вице-адмиралу Макарову — обелиск в виде усечённой пирамиды с конусовидным основанием, установленный на бетонной площадке. В верхней части памятника морской колокол — рында, на лицевой стороне — металлическая пластина с памятным текстом.
В селе также установлен обелиск в честь памяти погибших в проливе Сенявина 24 — 25 августа 1974 года.